# Scott Mercier
Scott Mercier (né le 24 janvier 1968 à Telluride) est un coureur cycliste américain, professionnel de 1993 à 1997 puis en 1999.

## Palmarès
- 1993
  - Tour de Toona
  - 4e étape du Tour of Willamette
- 1994
  - 1re étape du Tour of Hawaii
- 1995
  - 5e étape de la Cascade Cycling Classic
  - 9e étape de l'Herald Sun Tour
  - Prologue et 8e étape du Tour de Taïwan
  - 2e de l'Herald Sun Tour
- 1996
  - Tour du Cap
  - Rapport Toer
  - Tour de Toona :
    - Classement général
    - 3e et 4e étapes
- 1999
  - 1reétape de l'International Cycling Classic
- 2000
  - 4e étape de l'American Cup